# Как Пушкин с Гоголем породнились
«Как Пушкин с Гоголем породнились…» — российский документальный фильм 2009 года режиссёра Константина Артюхова. Фильм о творческом союзе и дружбе А. С. Пушкина и Н. В. Гоголя. О том, как породнились потомки великих российских писателей. Заключительная часть трилогии о потомках А.С.Пушкина.
Премьера фильма состоялась 27 марта 2009 года в Петербурге во Всероссийском музее Пушкина в Петербурге к 200-летнему юбилею Гоголя. Первая версия фильма длится 26 минут (нехватка средств). Полная версия — 44 минуты. 

Когда  мы  монтировали  вторую  серию  кинотрилогии  о  потомках  Пушкина    и  вынуждены  были  отвергать  многие  интересные  эпизоды,  чтобы уложиться  в  60-минутный  формат,  нам  особенно  было  жаль  эпизода,где братья Александр  и Николай  Данилевские , расположившись на огромном живописном «родословном древе» Пушкиных , обсуждали свою ветвь, соединившую потомков Пушкина  с Гоголем . В ту пору 33-летний Александр Данилевский    ещё  был  обладателем  густых,  немного  курчавых  волос, и весьма походил на своего великого предка А.С.Пушкина. А потому его комментарии  к  собственной  родословной  обретали  очень  интересный  характер.
Но, увы, в кинофильм этот эпизод не вошёл. И тогда возникла замечательная мысль: а что если сделать фильм о том, как породнились ближайшие  родственники  двух  классиков  отечественной  литературы? И мы решили осуществить эту идею сразу по завершении работы над сериалом  о  потомках  Пушкина  .  Но  жизнь  внесла  в  наши  планы  жесткие коррективы.  Значительная  часть  киноплёнки  с  материалом,  не  вошедшим в картину, безвозвратно исчезла, как исчез и сам «Лентелефильм». Пропал  и  материал  с  братьями  Данилевскими  .   .— С.М.Некрасов, "Снимается кино", 18.05.2017 
Фильм имеет отечественные и зарубежные награды.

## Сюжет
История потомков двух великих писателей, соединившихся в браке, такова. Одна из двенадцати внучек Пушкина, Мария Александровна, дочь старшего сына поэта, вышла замуж за племянника Гоголя, Николая Владимировича Быкова, сына сестры Гоголя. Будущие супруги познакомились в Вильно (ныне Вильнюс) и обвенчались в 1881 году под Москвой. От них пошёл род, объединивший двух великих петербуржцев.
Главные герои фильма — потомки Пушкина и Гоголя. Жизнь разбросала поколения родственников по разным странам и городам; многие после гражданской войны вынуждены были покинуть Родину. Интерьеры и пейзажи гоголевского имения, видовые пейзажные съёмки Франции, Украины и России. В фильме звучат малоизвестные факты семейной истории, судьбы уникальных семейных реликвий.

## Участники съёмок
В фильме принимали участие потомки А. С. Пушкина и Н. В. Гоголя
- Татьяна Владимировна Дурново (Париж)
- Владимир Савельев (Полтава)
- Николай Данилевский (Санкт-Петербург).
- Александр Данилевский (Санкт-Петербург)
- Мария-Мадлен Дурново (Брюссель)
- Александр Пушкин (Брюссель), а также Галина Григорьевна Шельдешова (вдова Данилевского Александра Сергеевича.

В фильме использованы фотографии и предметы из семейных архивов потомков А. С. Пушкина и Н. В. Гоголя.

## Съёмочная группа
- Автор сценария — Сергей Некрасов.
- Режиссёр — Константин Артюхов.
- Кинооператор — Сергей Циханович.
- Монтаж — Елена Арно.
- Звук — Владимир Голоунин.
- Музыка — Юрий Симакин.
- Закадровый текст — Николай Буров.
- Продюсер — Галина Маркова.

## Награды
- Номинант конкурса Гатчинского кинофестиваля «Литература и кино» Гатчина (Россия), 2010
- Призёр международного кинофестиваля «Послание к человеку» в номинации лучший сценарий.[3]